# Studenec (Trutnov)
Studenec je malá vesnice, část okresního města Trutnov. Nachází se asi 6,5 km na jih od Trutnova. V roce 2009 zde bylo evidováno 29 adres. V roce 2001 zde trvale žilo 81 obyvatel.
Studenec leží v katastrálním území Studenec u Trutnova o rozloze 4,79 km2.

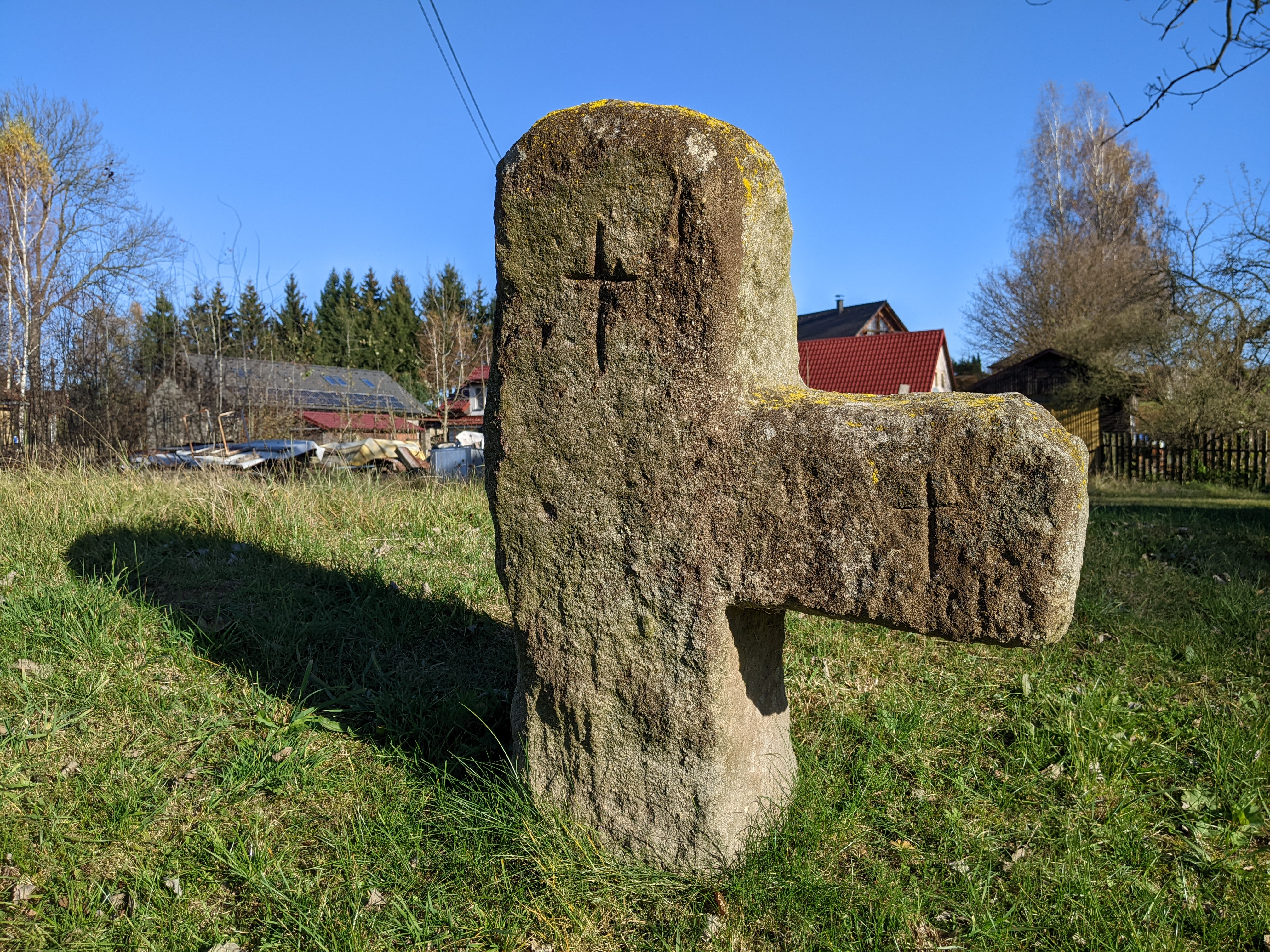
Smírčí kříž v obci Studenec (Trutnov)